# ناوشکن کلاس ام آدمیرالتی
ناوشکن کلاس ام آدمیرالتی (به انگلیسی: Admiralty M-class destroyer) یک کلاس از کشتی است که طول آن ۲۶۹ فوت (۸۲ متر) می‌باشد.